# Kim Noorda
Kim Noorda (Amsterdam, 22 april 1986) is een internationaal succesvol Nederlands fotomodel.
Haar modellencarrière begon in 2003 nadat ze werd ontdekt door talent scout Wilma Wakker. Ze wordt vertegenwoordigd door modellenbureaus DNA Model Management, Viva Models, Why Not Models en Wilma Wakker en is het gezicht van Bulgari's Omnia Crystalline-parfum.
Noorda is al gefotografeerd door Peter Lindbergh, en loopt modeshows voor Chanel, Burberry, Prada, Miu Miu, en Dolce & Gabbana. Zij verscheen op de covers van Vogue (Brazilië en Rusland), Vogue Beauty (Japan), Madame Figaro, D, Marie Claire (Italië), Elle (Nederland), en Avantgarde (Nederland).
Ze had hoofdrollen in campagnes van Bottega Veneta, Salvatore Ferragamo en Emporio Armani. Ze verscheen ook in een campagne van Cartier.
In 2010 verscheen een interview met Noorda in de Amerikaanse Vogue, waarin ze vertelde over haar constante gevecht met haar gewicht. Datzelfde jaar werd ze 'uithangbord' van de winkelketen Vero Moda.